# Natalia Barreiro Piñeiro
Natalia Barreiro Piñeiro nació en Vedra.Es una investigadora de la Universidad de Santiago de Compostela . En 2021 recibió el Premio Joven Talento Gallego por su trayectoria como investigadora en el campo de la virología molecular. 
Después de su licenciatura, hizo un máster en investigación biomédica, también en la Universidad de Santiago. Realizó el trabajo de fin de máster con José Martínez Costas, miembro del Centro Singular de Investigación en Química Biológica y Materiales Moleculares de la USC (Ciqus).

## Trayectoria
Natalia Barreiro Piñeiro es licenciada en Biología molecular y Biotecnología y Doctora en Medicina Molecular por la Universidad de Santiago de Compostela. Además, es investigadora postdoctoral en el Centro Singular de Investigación en Química Biológica y Materiales Moleculares.
Su investigación se centra en el desarrollo de una vacuna contra el SARS-CoV-2, a través de un sistema de etiquetado molecular (IC-Tagging).La metodología del “IC-Tagging”, desarrollado por el grupo de investigación al que pertenece Natalia Barreiro, se basa en el uso de una proteína, muNS-Mi, que por sí sola es capaz de formar Estructuras esféricas en las células (microesferas, MS), fácilmente purificables.
Durante sus años de formación, parte de su investigación dio lugar a dos patentes concedidas en Europa y Estados Unidos. Además, también es reconocida su trayectoria por diversas publicaciones.

## Reconocimientos
Recibió el Premio Galicia Joven Talento en 2021 a la trayectoria en investigación, en el campo de la virología molecular. Este premio se conoce como Premio Talento Mozo Galicia 2021 en la modalidad de ciencia, promovido por la Dirección Xeral de Xuventude. Además, le concedieron el Premio Participación e Voluntariado de la Xunta de Galicia, este galardón premia la trayectoria en la investigación del campo de la virología molecular.